# Reiderland
Reiderland (anhörenⓘ) ist eine ehemalige Gemeinde, jetzt ein Teil der Großgemeinde Oldambt in der niederländischen Provinz Groningen. Bis zur Fusion mit Scheemda und Winschoten am 1. Januar 2010 zur neuen Gemeinde Oldambt war Reiderland eine eigenständige Gemeinde, die 6.963 Einwohner (Stand: 31. Dezember 2009) und eine Fläche von 156,72 km² hatte. Die Gemeinde Reiderland selbst war zum Zeitpunkt der Fusion noch sehr jung, sie entstand selbst erst 1990. In diesem Jahr waren die alten Gemeinden Beerta, Finsterwolde und Nieuweschans zusammengefügt. Die daraus entstandene neue Gemeinde Beerta nannte sich seit 1992 Reiderland. Die namensgleiche Region im Osten, das Rheiderland (mit „h“), ist seit dem Beitritt der Provinz Groningen zu den Niederlanden 1594 politisch von der bzw. den Gemeinden getrennt.

## Orte
- Beerta, ehemaliger Sitz der Gemeindeverwaltung (etwa 2300 Einwohner)
- Finsterwolde (deutsch Finsterwalde, etwa 2400 Einwohner)
- Bad Nieuweschans (deutsch Bad Neuschanz, etwa 1650 Einwohner)
- Drieborg (deutsch Dreiburg, etwa 450 Einwohner)
- Nieuw-Beerta (etwa 250 Einwohner)
- und noch einige kleinere Weiler, darunter Nieuwe Statenzijl.

## Lage, Wirtschaft und Verkehr
Reiderland liegt im äußersten Nordosten der Provinz Groningen und grenzt an den Dollart sowie an Bunde in Ostfriesland, Niedersachsen (gleichzeitig die Staatsgrenze), gelegen in der Region Rheiderland. Die niederländische Autobahn A7 geht hinter der Grenze in  die Bundesautobahn 280 über. Die Bahnstrecke Leer–Groningen hat in Bad Nieuweschans (heute Ortsteil von Reiderland) eine Station, welche jedoch im vereinten Europa keine Bedeutung als Grenzbahnhof mehr besitzt. Seit Dezember 2015 erfolgt auf der Strecke kein durchgehender Zugverkehr, da die Friesenbrücke in Folge einer Schiffskollision beschädigt wurde. Im Jahr 2024[veraltet] soll ein Neubau fertiggestellt werden.
Die Haupterwerbsquellen sind:
- der Tourismus, vor allem im Kurort Bad Nieuweschans,
- die Landwirtschaft und
- die Kartonfabrik der Firma Smurfit Kappa Triton.

Daneben besteht die Klokken- en Kunstgieterij Reiderland.

## Geschichte

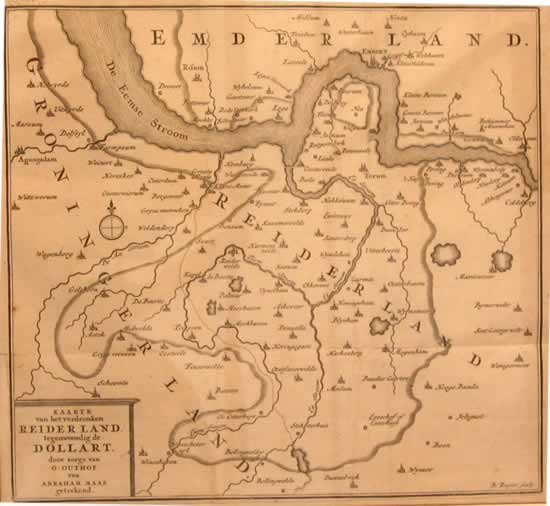
Karte des Reiderlands um 1715

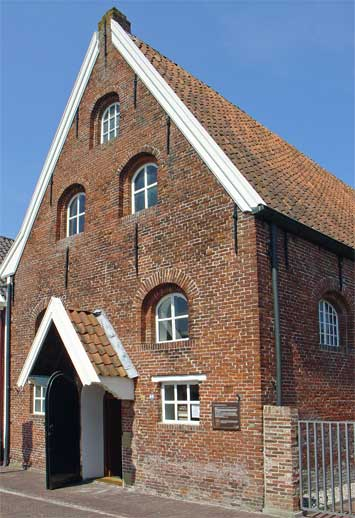
Garnizoenskerk in Bad Nieuweschans

Die Region gehörte bis zum 15. Jahrhundert zur alten Landschaft Rheiderland. Sie wurde stark von Sturmfluten heimgesucht. Während die östlichen Dörfer um 1430 in den Machtbereich der späteren Grafschaft Ostfriesland gelangten, wandten die noch vorhandenen westlichen Dörfer sich der Stadt Groningen zu. Die Kirchspiele Winschoten, Westerlee, Beerta, Ulsda, Osterreide und Westerreide wurden dem Bezirk Wold-Oldambt zugewiesen; Bellingwolde, Blijham und Houwingaham wurden als selbständiger Herrschaftsbereich Westerwolde angegliedert.
Im Jahr 1628 wurde im Auftrag des Statthalters Ernst Casimir von Nassau-Dietz eine Grenzfestung (Nieuweschans, Neuschanz) an der neuen Straße Groningen – Bremen auf ostfriesischem Boden angelegt. Die Festung war praktisch ohne Rechtsgrundlage entstanden. Die Ostfriesen erhielten erst viele Jahre später Ausgleichszahlungen dafür. Sie war von strategischer Bedeutung im Achtzigjährigen Krieg und überstand in den darauffolgenden Jahrhunderten mehrere Angriffe, wurde aber um 1815 geschleift.
Im 20. Jahrhundert entwickelte sich in dieser Region eine auffällige politische Lage. Die Arbeitsbedingungen der Landarbeiter auf den Höfen von Großbauern ebenso wie die in der Kartonindustrie und anderen Industrien verursachten eine große Unzufriedenheit der Arbeiterschaft, die in kommunistischen oder radikal sozialistischen Mehrheiten in den Gemeinderäten ihren Ausdruck fand. Siehe auch unter: Winschoten.
Um 1970 wurde bei Nieuweschans eine unterirdische Quelle mit heilkräftigem Wasser entdeckt. Auf diese Entdeckung hin wurde das alte Festungsdorf völlig restauriert, ein Thermalbad errichtet und Nieuweschans so zu einem für die Niederlande einzigartigen Kurort. Auch die Namensgebung wurde demgemäß angepasst: Seit dem 1. April 2009 heißt Nieuweschans offiziell Bad Nieuweschans (Bad Neuschanz).

## Sehenswürdigkeiten und Tourismus

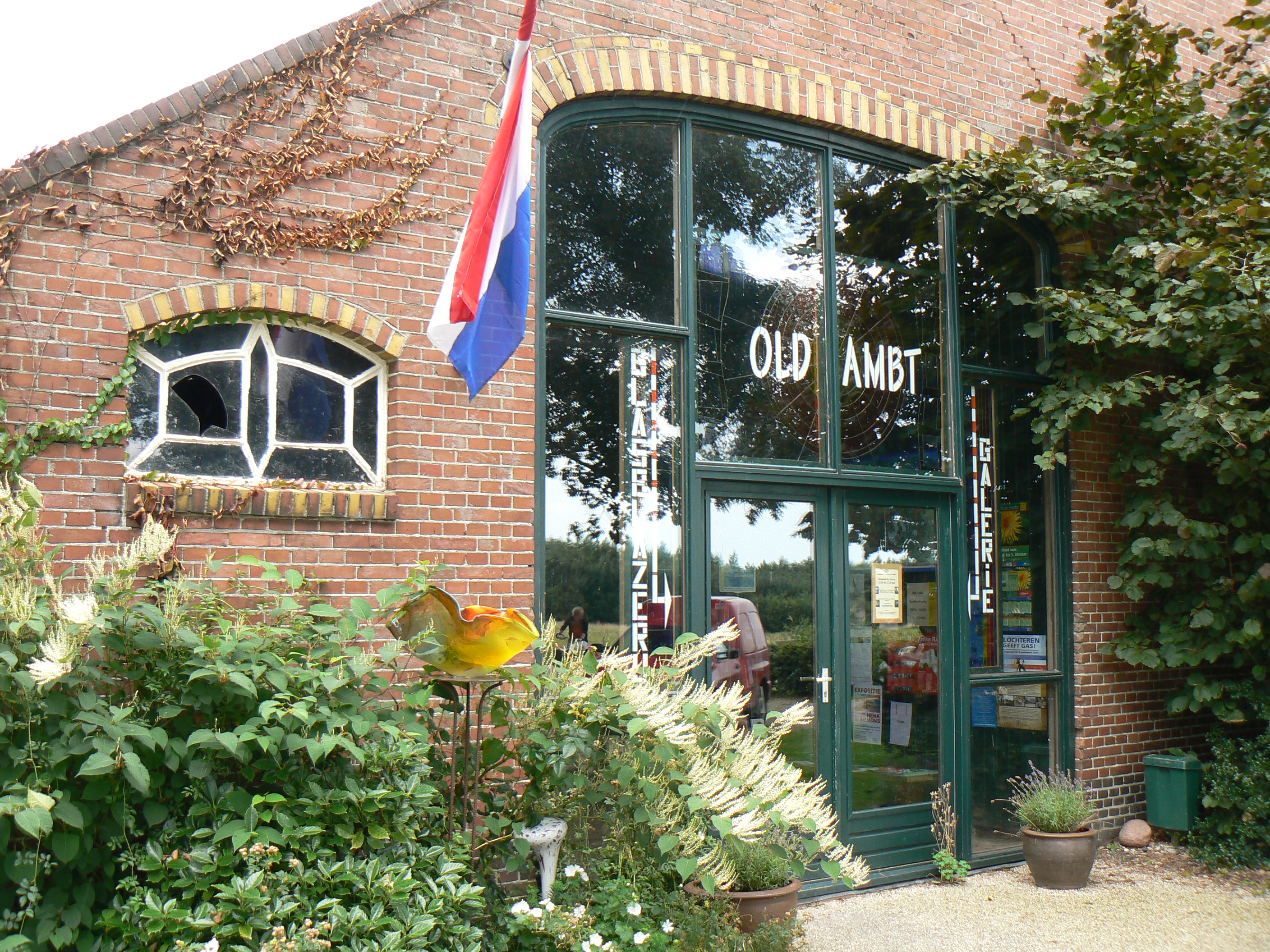
Glasblazerij Old Ambt in Bad Nieuweschans

Folgende Sehenswürdigkeiten und touristische Ziele prägen die Gemeinde:
- Das Thermalbad (Fontana) in Bad Nieuweschans
- Die sehenswert restaurierten Festungsanlagen von Nieuweschans
- Innerhalb des Festungsdorfes Nieuweschans eines der ehemaligen Werksgebäude der Eisenbahn, in dem sich eine Bühne, Ausstellungsräume, ein Restaurant und ein Raum für Trauungen befinden
- In Bad Nieuweschans die Glasblazerij Old Ambt, wo Glaskünstler Johan de Vries mundgeblasene, kunsthandwerkliche Arbeiten herstellt
- In Bad Nieuweschans und Beerta die sehenswerten alten Kirchen (erbaut 1751 bzw. 1506).
- Als Ausflugs- und Erholungsregion der Dollart und das angrenzende Wattenmeer
- Und die internationale Dollart-Route für Radfahrer, an der Bad Nieuweschans liegt.

## Politik
Sitzverteilung im Gemeinderat:
| Partei                            | Sitze | Sitze | Sitze | Sitze |
| Partei                            | 1994  | 1998  | 2002  | 2006  |
| --------------------------------- | ----- | ----- | ----- | ----- |
| PvdA                              | 4     | 5     | 3     | 5     |
| Gemeentebelangen Reiderland       | 2     | 3     | 3     | 3     |
| SP                                | —     | —     | 2     | 3     |
| Nieuwe Communistische Partij-NCPN | 7     | 5     | 5     | 2     |
| GroenLinks                        | —     | —     | 0     | 0     |
| Gesamt                            | 13    | 13    | 13    | 13    |

## Persönlichkeiten
- Arie Haan (* 1948), Fußballspieler und -trainer, in Finsterwolde geboren